# Daniela Klette
Daniela Marie Luise Klette (ur. 5 listopada 1958) jest niemiecką lewicową bojowniczką. Jest podejrzewana o przynależność do trzeciej generacji Frakcji Czerwonej Armii (RAF). Zeszła do podziemia w latach 90. i została aresztowana w lutym 2024 roku.

## Początki
Daniela Marie Luise Klette urodziła się 5 listopada 1958 r. w Karlsruhe, Niemcy Zachodnie.

## Aktywność
Klette była aktywna w lewicowych grupach od 1975 roku. Jej działalność obejmowała akcje przeciwko NATO i inicjatywy przeciwko budowie pasa startowego (18 West) na lotnisku we Frankfurcie.
RAF był główną grupą terrorystyczną, która chciała radykalnej zmiany systemu politycznego i społecznego w Niemczech Zachodnich na niekapitalistyczne społeczeństwo komunistyczne. Została założona w 1970 roku i była zdecydowana użyć siły zbrojnej do walki politycznej. RAF zabił ponad trzydzieści osób, głównie przedstawicieli biznesu i społeczeństwa politycznego, w tym prokuratora generalnego Niemiec Zachodnich – Siegfrieda Bubacka; Alfreda Herrhausena – prezesa Deutsche Bank; Jürgena Ponto – prezesa Dresdner Bank oraz przemysłowca – Hannsa Martina Schleyera. RAF, który w latach 70. i 80. miał powiązania z bliskowschodnimi organizacjami bojowymi, ogłosił swoje rozwiązanie w 1998 roku.
W latach 90. Klette zeszła do podziemia. Federalny Urząd Kryminalny (Bundeskriminalamt) opublikował za nią list gończy i apel o informacje prowadzące do jej aresztowania samej lub wspólników Burkharda Garwega i Ernsta-Volkera Stauba, oferując nagrodę w wysokości 150 000 euro.

## Podejrzenia wobec RAF
Staub, Garweg i Klette są domniemanymi członkami „trzeciego pokolenia” RAF działającego w latach 80. i 90. ubiegłego wieku. Są podejrzani o atak z użyciem materiałów wybuchowych na budowane więzienie Weiterstadt w Hesji w 1993 roku. Podczas ataku, pięciu członków RAF z „komanda Kathariny Hammerschmidt” wspięło się na mury więzienia, uprowadziło strażników w furgonetce, a następnie wróciło, aby zdetonować ładunki wybuchowe, które spowodowały szkody materialne w wysokości około 600 000 euro, według niemieckiej prokuratury federalnej. W ataku z użyciem 200 kg materiałów wybuchowych nikt nie ucierpiał. Według eksperta Alexandra Straßnera podczas ataku „wybór celu, techniczna perfekcja oraz wcześniej nieosiągalny poziom zniszczeń zostały połączone z demonstracyjnym ćwiczeniem wstępnym ochrony życia ludzkiego”.
W 1999 roku Garweg, Klette i Staub byli podejrzani o kradzież 1 miliona DM z pojazdu opancerzonego w Duisburgu. Troje Niemców odpowiadających ich rysopisowi zostało omyłkowo aresztowanych przez holenderską policję w 2016 roku po wynajęciu domu w pobliżu Medemblik na północy Holandii.
Określani przez prasę jako „emeryci RAF”, Staub, Garweg i Klette są powiązani z kilkoma kradzieżami w latach 2000 i 2010. Niemiecka prokuratura prowadzi śledztwo przeciwko tej trójce od 2015 r. w sprawie usiłowania zabójstwa oraz różnych usiłowań i dokonanych napadów rabunkowych w latach 1999–2016.

## Aresztowanie
Klette została aresztowana w Berlinie przez Landeskriminalamt Niedersachsen i berlińską policję 26 lutego 2024 r. pod zarzutem napadów z bronią w ręku, w których skradziono miliony euro, a także co najmniej jednego usiłowania zabójstwa. Przestępstwa miały zostać popełnione w latach 1999–2016 wraz z Burkhardem Garwegiem i Ernstem-Volkerem Staubem.
Poinformowano, że wskazówki zostały dostarczone przez widzów odcinka programu telewizyjnego Aktenzeichen XY... ungelöst, który został wyemitowany 14 lutego 2024 r. Chociaż film nie zawiera żadnej wzmianki o Klette i jej wspólnikach, to wskazano, że jej zdjęcie w klubie capoeira na Kreuzbergu mogło zostać znalezione przez Khesrau Behroz i badacza Bellingcat Michaela Colborne’a, przy użyciu oprogramowania do biometrii twarzy PimEyes dla podcastu Legion: Most Wanted.